# High Steward of Scotland

Wappen des Great Steward of Scotland, später Teil des Wappens des Dukes of Rothesay

High Steward of Scotland oder Great Steward of Scotland ist ein erbliches Hofamt im Königreich Schottland bzw. seit 1707 im Vereinigten Königreich.
Das Amt entspricht im Wesentlichen dem des Seneschalls, des englischen Lord High Steward, des Lord High Steward of Ireland, des römisch-deutschen Truchsess oder des Grand Maître de France. Der Ursprung der Bezeichnung Stewart liegt im dänischen stigwart (Treppenwart) und dürfte mit der skandinavischen Besiedlung des Danelag im 9. Jahrhundert nach England gekommen sein. Auf den Burgen und Wohntürmen des frühen Mittelalters war der Stiegenwart für die Sicherheit und Aufwartung des Burgherrn zuständig. Ähnlich wie beim Mundschenk entwickelte sich aus der Funktionsbezeichnung ein Hofamt.
Das ursprüngliche bedeutende Hofamt hat inzwischen nur noch zeremonielle Bedeutung.
Um 1150 wurde Walter fitz Alan aus dem Haus FitzAlan Dapifer (englisch Steward) des schottischen Königs David I. Er behielt das Amt auch unter dessen Nachfolger Malcolm IV., der ihm um 1157 das Amt als erbliches Hofamt bestätigte. Sein Enkel Walter wählte ab etwa 1219 für sein Amt die angesehenere Bezeichnung Senescallus. Walters Sohn Alexander of Dundonald wurde im 13. Jahrhundert nicht mehr nur als Steward des Königs, sondern auch als Steward of Scotland bezeichnet, was seine Stellung aufwertete. Abgeleitet von diesem Amtstitel setzte sich für die Familie zu dieser Zeit der Familienname „Stewart“ bzw. „Stuart“ durch. Robert Stewart, der 8. High Steward of Scotland, stieg 1371 als Robert II. zum König auf. Das Amt des High Stewards wird seither vom schottischen Thronfolger (Heir apparent), der auch den Titel eines Duke of Rothesay trägt, wahrgenommen. Seit dem Act of Union von 1707 ist der britische Thronfolger der Titelträger. Der Amtstitel ist mit dem Titel des Prince of Scotland verbunden, so dass der Amtsinhaber teils auch als Prince and Great Steward of Scotland bezeichnet wird.

## Liste der High Stewards von Schottland
- um 1150–1177: Walter fitz Alan, 1. High Steward of Scotland
- 1177–1204: Alan fitz Walter, 2. High Steward of Scotland
- 1204–1241: Walter Fitzalan, 3. High Steward of Scotland
- 1241–1282: Alexander of Dundonald, 4. High Steward of Scotland
- 1282–1309: James Stewart, 5. High Steward of Scotland
- 1309–1327: Walter Stewart, 6. High Steward of Scotland
- 1327–1371: Robert Stewart, 7. High Steward of Scotland; 1371 gekrönt als Robert II. von Schottland
- 1398–1402: David Stewart, 1. Duke of Rothesay
- 1402–1406: James Stewart, Duke of Rothesay; 1406 gekrönt als Jakob I. von Schottland
- 1430: Alexander Stewart, Duke of Rothesay
- 1430–1437: James Stewart, Duke of Rothesay; 1437 gekrönt als Jakob II. von Schottland
- 1453–1460: James Stewart, Duke of Rothesay; 1460 gekrönt als Jakob III. von Schottland
- 1473–1488: James Stewart, Duke of Rothesay; 1488 gekrönt als Jakob IV. von Schottland
- 1507–1508:  James Stewart, Duke of Rothesay
- 1509–1510: Arthur Stewart, Duke of Rothesay
- 1473–1488: James Stewart, Duke of Rothesay; 1513 gekrönt als Jakob V. von Schottland
- 1540–1541: James Stewart, Duke of Rothesay
- 1566–1567: James Stewart, Duke of Rothesay; 1567 gekrönt als Jakob VI. von Schottland (1603 auch als Jakob I. von England)
- 1594–1612: Henry Frederick Stuart, Prince of Wales, Duke of Cornwall, Duke of Rothesay
- 1612–1625: Charles, Prince of Wales, Duke of Albany, Duke of Cornwall, Duke of Rothesay, Duke of York; 1625 gekrönt als Karl I. von England und Schottland
- 1629–1629: Charles James, Duke of Cornwall, Duke of Rothesay
- 1630–1649: Charles, Prince of Wales, Duke of Cornwall, Duke of Rothesay; 1649 gekrönt als Karl II. von England und Schottland
- 1688–1702: James, Prince of Wales, Duke of Cornwall, Duke of Rothesay; Ämter und Titel 1702 formell aberkannt
- 1714–1727: George, Prince of Wales, Duke of Cambridge, Duke of Cornwall, Duke of Rothesay; 1727 gekrönt als Georg II. von Großbritannien
- 1727–1751: Frederick, Prince of Wales, Duke of Cambridge, Duke of Cornwall, Duke of Edinburgh, Duke of Rothesay
- 1762–1802: George, Prince of Wales, Duke of Cornwall, Duke of Rothesay; 1820 gekrönt als Georg IV. des Vereinigten Königreichs
- 1841–1901: Albert, Prince of Wales, Duke of Cornwall, Duke of Rothesay; 1901 gekrönt als Edward VII. (Vereinigtes Königreich)
- 1901–1910: Georg, Prince of Wales, Duke of Cornwall, Duke of Rothesay, Duke of York; 1910 gekrönt als Georg V. des Vereinigten Königreichs
- 1910–1936: Edward, Prince of Wales, Duke of Cornwall, Duke of Rothesay; 1936 gekrönt als Eduard VIII. des Vereinigten Königreichs
- 1952–2022: Charles, Prince of Wales, Duke of Cornwall, Duke of Rothesay; 2022 gekrönt als Charles III. des Vereinigten Königreichs
- 2022–heute: William, Prince of Wales,  Duke of Cornwall, Duke of Cambridge, Duke of Rothesay